# Pralnia (album)
Pralnia – debiutancki album Krzysztofa Daukszewicza. Koncerty zostały zarejestrowane w teatrze Studio Buffo w Warszawie 18–21 lutego 1988 roku. Nagrania realizowano w studiu Andrzeja Puczyńskiego w Izabelinie 27–28 lutego 1988. Autorem słów i kompozytorem muzyki do wszystkich utworów jest Krzysztof Daukszewicz. LP został wydany przez Polskie Nagrania (SX 2649) w 1988 r.

## Muzycy
- Krzysztof Daukszewicz – śpiew, gitara klasyczna

oraz zespół
- Mieczysław Grochowski – fortepian, skrzypce
- Witold Olszewski – gitara akustyczna, skrzypce
- Zbigniew Łapiński – instrumenty klawiszowe

## Lista utworów
Strona A
| 1. | "Leniwa niedziela"              | 5:00  |
|    |                                 |       |
| 2. | "Ballada pralnicza"             | 2:35  |
|    |                                 |       |
| 3. | "Wspomnienia z izby otrzeźwień" | 6:15  |
|    |                                 |       |
| 4. | "Poeta i pan Strauss"           | 5:04  |
|    |                                 |       |
|    |                                 | 18:54 |
|    |                                 |       |
Strona B
| 1. | "Płacz moja wodo"         | 2:40  |
|    |                           |       |
| 2. | "Przyszli dziś złodzieje" | 4:30  |
|    |                           |       |
| 3. | "Obok hotelu Grand"       | 4:25  |
|    |                           |       |
| 4. | "Easy rider"              | 3:45  |
|    |                           |       |
| 5. | "I to jest mój kraj"      | 4:05  |
|    |                           |       |
|    |                           | 19:25 |
|    |                           |       |

## Informacje uzupełniające
- Nagrania – Andrzej Puczyński, Wiesław Pieregorólka
- Realizacja – Wiesław Pieregorólka
- Projekt graficzny – Maciej Buszewicz, Lech Majewski
- Zdjęcia – Elżbieta Grzanka-Oyrzanowska
- Kierownictwo produkcji – Barbara Jankowska
- Czas łączny nagrań – 38:20